# Tabuse
Tabuse (jap. 田布施町 Tabuse-chō) – miasto w Japonii, na wyspie Honsiu, w prefekturze Yamaguchi. Według danych na rok 2020 miejscowość zamieszkiwało 14 483 mieszkańców , a gęstość zaludnienia wyniosła 287,2 os./km².